# Sidojangkung
Sidojangkung is een bestuurslaag in het regentschap Gresik van de provincie Oost-Java, Indonesië. Sidojangkung telt 7140 inwoners (volkstelling 2010).